# Municipio de Crowfoot
El municipio de Crowfoot (en inglés: Crowfoot Township) es un municipio ubicado en el condado de Mountrail en el estado estadounidense de Dakota del Norte. En el año 2010 tenía una población de 18 habitantes y una densidad poblacional de 0,19 personas por km².

## Geografía
El municipio de Crowfoot se encuentra ubicado en las coordenadas 48°29′45″N 102°10′50″O / 48.49583, -102.18056. Según la Oficina del Censo de los Estados Unidos, el municipio tiene una superficie total de 93.2 km², de la cual 89,87 km² corresponden a tierra firme y (3,57 %) 3,32 km² es agua.

## Demografía
Según el censo de 2010, había 18 personas residiendo en el municipio de Crowfoot. La densidad de población era de 0,19 hab./km². De los 18 habitantes, el municipio de Crowfoot estaba compuesto por el 94,44 % blancos y el 5,56 % eran de una mezcla de razas. Del total de la población el 0 % eran hispanos o latinos de cualquier raza.